# Presen Sáez
Presentación «Presen» Sáez de Descatllar (Valencia, 21 de noviembre de 1932-27 de abril de 2003) fue una psicóloga clínica y filósofa española, vinculada al ámbito universitario y penitenciario. Se convirtió en una figura relevante del feminismo en la Comunidad Valenciana a finales del siglo XX.

## Trayectoria
Nació en 1932 en Valencia, y era hija del administrador de la prisión de San Miguel de los Reyes. Obtuvo el título de maestra, se licenció en Filosofía y Letras y se diplomó en Psicología clínica por la Universidad de Madrid. Más adelante, impartió clases en el Instituto San Vicente Ferrer de Valencia y fue también profesora de Sociología en la Escuela de Asistentes Sociales de la misma ciudad. Fue profesora ayudante en la Cátedra de Ética y Sociología de la Universidad de Valencia.
Dado su bagaje familiar, dedicó parte de su vida profesional a la docencia femenina en el ámbito penitenciario. Entre 1961 y 1997, impartió clases a las internas de la Cárcel Provincial de Mujeres de Valencia. A menudo repetía las palabras de una alumna de la cárcel: «cuando estoy en la escuela es como si no estuviera en prisión». Formó parte del Movimiento de Renovación Pedagógica y participó activamente en la Primera escuela de verano del País Valenciano.
Fue una figura fundamental del movimiento feminista en la Comunidad Valenciana. Inició sus contactos con el feminismo en 1975 y tomó parte de las Primeras Jornadas Nacionales por la Liberación de la Mujer, que tuvieron lugar en Madrid los días 6, 7 y 8 de diciembre de ese año. En enero de 1976, fue cofundadora del grupo Terra de autoconciencia feminista, en Valencia, que llegó a cohesionar a más de una veintena de mujeres jóvenes sobre la reflexión entre los hitos del feminismo y la política en los años de la Transición española. Desarrolló una actividad muy destacable en las plataformas unitarias del movimiento feminista valenciano: la Coordinadora de Grupos de Mujeres y la Asamblea de Mujeres de Valencia. También participó de forma significativa en la preparación y en el desarrollo de las Primeras Jornadas de la Mujer en la Comunidad Valenciana, celebradas en diciembre de 1977.
«Presen», como era más conocida, tomó también parte en los distintos encuentros del movimiento feminista español entre 1976 y 1997. Asistió a la IV Conferencia Mundial sobre la Mujer de 1995, celebrada en Pekín (China) y fue miembro del grupo internacional pacifista Mujeres de Negro. A mediados de la década de 1990 presidió la Casa de la Mujer de Valencia, espacio de encuentro de organizaciones feministas.
Una de sus últimas iniciativas fue la donación de sus archivos sobre el movimiento feminista al Instituto Universitario de Estudios de la Mujer de la Universidad de Valencia. Esa contribución tenía como objetivo la creación de una base de datos para recoger toda la documentación generada por las corrientes feministas valencianas y ponerla a disposición del personal investigador. Ese proyecto quedó truncado por la muerte de Sáez el 27 de abril de 2003.

## Reconocimientos
Sáez ha sido una de las referentes más destacadas de la memoria colectiva e histórica del movimiento feminista en Valencia y en toda la Comunidad Valenciana. En 1993, recibió en vida la Medalla al Mérito Penitenciario, una condecoración civil destinada a recompensar las actividades relevantes realizadas por los empleados al servicio de la administración penitenciaria española.
Su trayectoria como educadora y feminista fue también galardonada con varios premios, aunque a título póstumo. En 2004, la Generalidad Valenciana le otorgó el Premio 8 de Marzo y, en 2005, el Ayuntamiento de Cuart de Poblet le concedió el Premio Isabel de Villena. Ese mismo año, el centro de formación de personas adultas de Picasent pasó a llamarse Presentación Sáez de Descatllar en su honor.
Asimismo, el Centro de Coordinación de Estudios de Género de las Universidades Públicas Valencianas concede, desde 2003, un premio de investigación en estudios de género (para trabajos de fin de máster y para tesis doctorales) que lleva el nombre Presen Sáez de Descallar «para reconocer su tarea y perpetuar su memoria».
En enero de 2016, el Consejo por la Mujer y por la Igualdad del Ayuntamiento de Valencia decidió dedicarle una calle junto a otras 43 mujeres que no habían tenido la oportunidad de lograr un reconocimiento dentro del nomenclátor municipal en el largo de la historia.